# Trixi Hanak
Trixi Hanak (* 6. August 1999 in Bad Friedrichshall) ist eine deutsche Handballspielerin, die beim Bundesligisten Neckarsulmer Sport-Union unter Vertrag stand.
Trixi Hanak spielte bereits seit ihrer Jugend bei der Neckarsulmer Sport-Union. Zur Saison 2018/19 erhielt Hanak einen Bundesliga-Vertrag. Ihr Debüt feierte sie dagegen in der Saison 2017/18 beim Auswärtsspiel bei der HSG Blomberg-Lippe. Im Sommer 2019 wechselte sie zum Drittligisten SG Schozach-Bottwartal. 2022 stieg sie mit der SG in die 2. Bundesliga auf.